# Rikit Musara
Rikit Musara is een bestuurslaag in het regentschap Bener Meriah van de provincie Atjeh, Indonesië. Rikit Musara telt 302 inwoners (volkstelling 2010).